# Ivana Špičková
Ivana Špičková (* 20. srpna 1968 Ostrava) je česká spisovatelka historických románů.

## Život
V roce 1986 absolvovala Hladnovské gymnázium v Ostravě. V Ostravě-Zábřehu pracovala pět let jako knihovnice v Domě kultury Nové Huti. Po otevření hranic odjela do USA, kde v roce 1993 absolvovala Stone Academy se zaměřením na wordprocessing a vrátila se do Česka do Prahy, kde pracovala na administrativních pozicích ve firmách Rank Xerox Ltd. a Price Waterhouse. V roce 1995 složila přijímací zkoušky na Univerzitu Quinnipiac ve státě Connecticut a vrátila se do Spojených států. Na této univerzitě získala v roce 1999 bakalářský titul v oboru mezinárodní obchod a v roku 2001 MBA se zaměřením na finance. Během studií pracovala nejprve pro Asplundh Co., servisní společnost pro energetické a teplárenské firmy, později jako finanční analytik ve firmě Veritas Credit Corporation v New Havenu. Do Česka se vrátila v roce 2001 a pokračovala v práci ve finančním oboru. Žije a pracuje v Brně.

## Dílo
- Slovem a mečem, Millennium Publishing, 2010 – První historický román Ivany Špičkové. Děj románu se odehrává na sklonku peloponéské války ve starověkém Řecku a tehdejší neklidná doba je vylíčena jak z pohledu athénského lékaře Faidona, tak ze strany jeho protějška, spartského důstojníka Periláa. Na příběhu jejich rodin je pak popsán neklidný mír, který po ukončení válek zavládl, snaha Sparty o hegemonii v celé oblasti a postupný nástup Théb ke slávě.
- Ve stínu arény, Millennium Publishing, 2014 – Obsahem románu je sláva a stín gladiátorských her v římské říši, které v 1 st. př. n. l. začaly prudce nabývat na popularitě. Stín smrti, nejistota a pozlátko, které se k profesi gladiátora vztahovalo je vykresleno skrz příběh Bradidia z Milétu, který byl odsouzen do otroctví na základě zfalšovaného procesu proti jeho rodině. V postavě Flavia Longina z Ravenny pak můžeme nahlédnout do tvrdého podnikání majitelů gladiátorských škol, kteří nelítostně bojují o svůj podíl na zakázkách, ve kterých se začalo točit stále více peněz.
- Ztraceno v písku, Millennium Publishing, 2014 – Děj román se odehrává v Alžíru 17. století v době, kdy byl Alžír nejenom velmi bohatým přístavem, ovládaným islámskými a renegátskými korzáry, ale také místem, kde pracovaly desítky tisíc křesťanských otroků. Tehdejší doba je vylíčená skrz příběh Nell, která se jako osmiletá dívka dostala jako otrokyně do domu jednoho z místních nejbohatších obchodníků, Ibrahíma al-Karíma. Nell vyrůstá v tomto bohatém ale i nebezpečném světě s rozporuplným vnímáním, které ovlivňuje jak arabská kultura, tak touha po svobodě a zidealizovaná představa křesťanských hodnot. A láska, po které velmi touží, je dívce jejího postavení, zakázána.
- Bohové Efesu, Millennium Publishing, 2015 – Volné pokračování knihy Ve stínu arény. Děj knihy zavede čtenáře do Malé Asie v období válek Říma s pontským králem Mithridatem.
- Strom života, Millennium Publishing, 2017 – Autorčin zatím nejrozsáhlejší historický román. Špičková se ve svém díle věnuje několika postavám, které jsou zajímavě vykresleny a prezentovány. Anotace: Když král keltského kmene Volků sjedná mír se svým protivníkem a pozve ho na své hradiště v Eburonu, všichni věří, že pro zemi nadešel čas pokoje a blahobytu. Slavnostní hostina ale končí zradou a dýkou, a králův mladý syn Allecnos si jen v poslední chvíli zachrání život dramatickým útěkem z hradiště. Prozíravý druid Aios pošle Allecna až do dalekého Říma, aby ho dostal z dosahu nepřátel, kteří po něm pátrají. Za několik let se Allecnos rozhodne přidat k Caesarovu vojsku, které táhne do Galie, aby se střetlo s Germány. Musí vědět o římském způsobu boje co nejvíce, protože po ničem netouží víc než se dostat zpátky k Volkům, pomstít smrt svého otce a navrátit jejich rodu královský trůn.    Výpravný román popisuje dramatické boje o moc, stejně jako běžný život keltské doby v 1. století př. n. l.